# Latopilumnus malardi
Latopilumnus malardi is een krabbensoort uit de familie van de Pilumnidae. De wetenschappelijke naam van de soort is voor het eerst geldig gepubliceerd in 1914 door de Man.